# Az Észak-Ciprusi Török Köztársaság államszervezete
Az Észak-Ciprusi Török Köztársaság – vagy nem hivatalos nevén, röviden Észak-Ciprus – egy nemzetközileg nem elismert állam a Földközi-tenger keleti részén, Ciprus szigetének északi harmadát foglalja el, a főként törökök lakta területeken jött létre. Észak-Ciprus függetlenségét csak Törökország ismeri el, nemzetközi jogilag Ciprus részét képezi, és mint ilyen, elvileg tagja az Európai Uniónak is, de gyakorlatilag minden uniós törvényt hatályon kívül helyeztek Észak-Ciprusban és az északi rész tagságát a két ciprusi állam helyzetének rendezéséig felfüggesztették.

## Törvényhozás, végrehajtás, igazságszolgáltatás
Észak-Ciprus államformája félelnöki demokratikus köztársaság, melyben az elnök, a kormány és a parlament hatalma nagyjából megegyezik. A végrehajtó hatalmat főként a kormány (illetve annak feje, a miniszterelnök) gyakorolja. Az országban többpártrendszer működik. A törvényhozó hatalom letéteményesei: a kormány és a parlament. Az igazságszolgáltató (bíráskodó) hatalom gyakorlói/testületei függetlenek az ország többi kormányzati ágától.
A köztársasági elnököt választják öt évre. A jelenlegi elnök Derviş Eroğlu, a jelenlegi miniszterelnök Özkan Yorgancıoğlu. A jogalkotó a Köztársasági Gyűlés, melynek 50 tagja van. Az ötven képviselőt arányos képviseleti rendszer alapján az ország öt kerületében választják meg. Legutóbb 2013 júliusában tartottak választásokat.
Észak-Ciprus függetlensége óta elszigetelődött mind Ciprustól, mind az Európai Uniótól és kénytelen Törökország támogatására hagyatkozni. A nagy fokú elszigeteltség miatt Törökország jelentős befolyással rendelkezik az ország politikai életében. Például kevés politikai döntést hoznak Észak-Ciprusban a török parlament, illetve az ankarai Török Nemzetbiztonsági Tanács jóváhagyása, azaz beleegyezése nélkül. Azonkívül mind a török megszállók, mind a ciprióta török kormány sokat tett azért, hogy a török dominancia erősödjék a sziget északi felén, ezt szolgálta antóliai bevándorlók letelepítése is, akik ma a de facto köztársaság többségi lakosságát képezik (ennek ellenére az országban vezető szerepet a török ciprióták töltenek be). Emiatt Észak-Ciprust sokan egy hatékonyan működő ciprusi török bábállamnak tartják.

## Az ország nemzetközi elismertsége
Észak-Ciprus szuverenitását Törökországot kivéve egyetlen ország sem ismeri el, mind az Egyesült Államok, mind az Európai Unió, mind az összes többi nagyhatalom Ciprus elidegeníthetetlen részének tekinti. Elvileg Pakisztán és Banglades támogatásáról biztosította a szakadár országot és biztosította függetlenségének elismeréséről, de az elismerést nem sokkal később visszavonták, főként a nemzetközi nyomás miatt. Az Egyesült Nemzetek Szervezete elismeri, hogy Ciprus ezen része török megszállás alatt áll, így Törökország megsértette Ciprus területi integritását. Az ENSZ jogilag érvénytelenné nyilvánította Észak-Ciprus függetlenségi nyilatkozatát.

### Észak-Ciprus és az Európai Unió kapcsolata
A 2004-es Annan-tervről szóló népszavazás – melyet a ciprusi törökök támogattak, de végül a déliek szavazatán bukott el – nyomán az Európai Unió kötelezettséget vállalt Ciprus északi részének elszigeteltsége és a több évtizedes észak-ciprusi probléma megoldására.
Ciprus ugyan teljes területével csatlakozott az EU-hoz, de az EU-s törvényeket az északi országrészben felfüggesztették, azaz hatályon kívül helyezték, így gyakorlatilag Észak-Ciprus a mai napig nem csatlakozott az Európai Unióhoz.

## Fordítás
- Ez a szócikk részben vagy egészben  a   Politics of Northern Cyprus című angol Wikipédia-szócikk fordításán alapul.  Az eredeti cikk szerkesztőit annak laptörténete sorolja fel. Ez a jelzés csupán a megfogalmazás eredetét és a szerzői jogokat jelzi, nem szolgál a cikkben szereplő információk forrásmegjelöléseként.